# 廈門神社

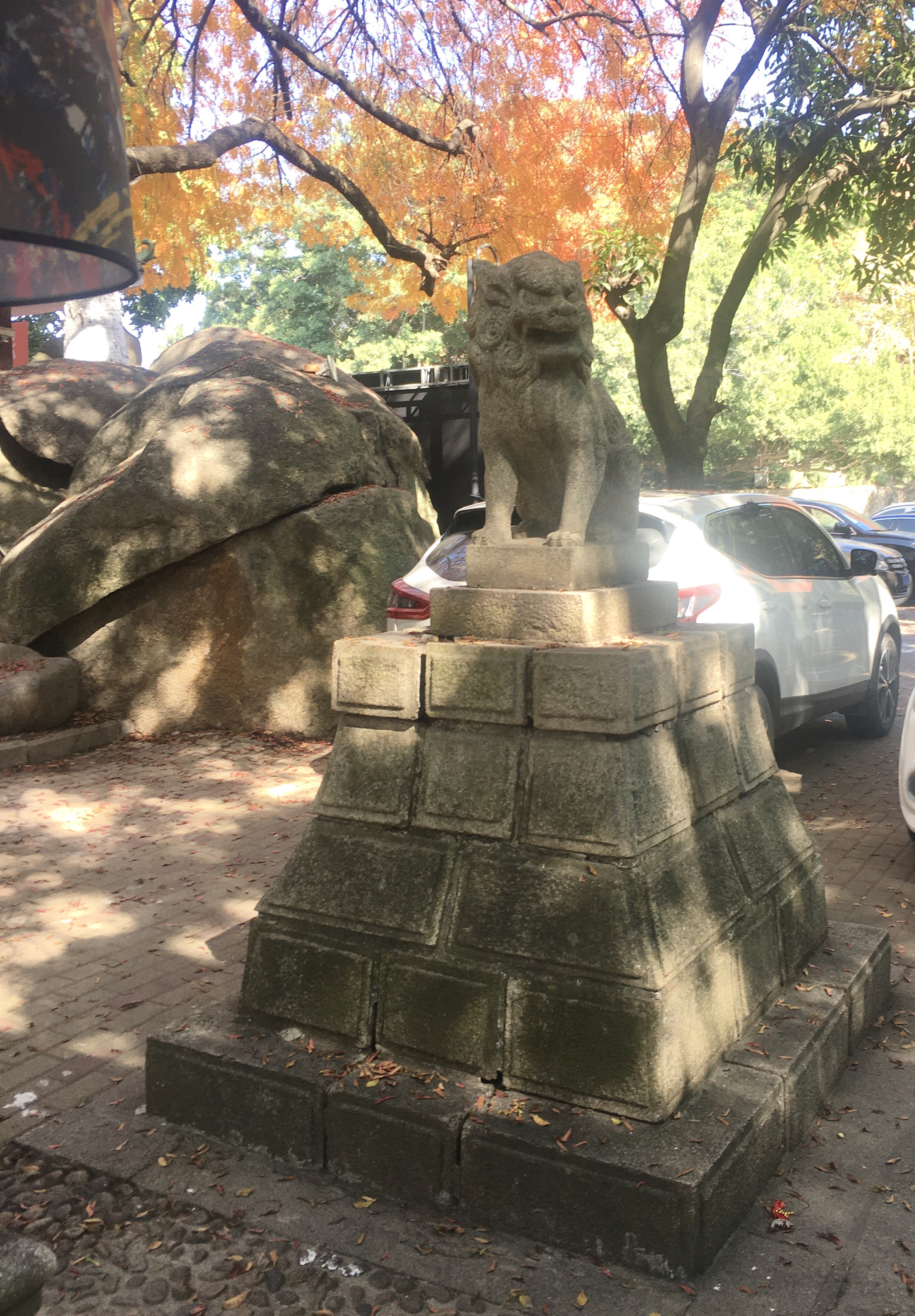
現存の狛犬

廈門神社（アモイじんじゃ）、は、現在の中華人民共和国廈門市にかつて存在した神社である。思明区に位置し、社格は官国幣社だった。
廈門神社は1940年2月11日に地鎮祭を行い、同じ年の11月3日に上棟式が行われた。1940年12月に鎮座祭を行い、祭神は天照大神、明治天皇、昭憲皇太后、大国魂神、少循名神、大已貴神、能久親王だった。戦後、廈門神社は廃止され、跡地にホテルの廈門賓館が建てられ、ほとんどの建物も解体されたが、一部の石階段、二体の狛犬は現存している。